# Dzierzążnia (gmina)
Dzierzążnia (daw. gmina Sarnowo) – gmina wiejska w województwie mazowieckim, w powiecie płońskim. W latach 1975–1998 gmina położona była w województwie ciechanowskim.
Siedziba gminy to Dzierzążnia.
Według danych z 30 czerwca 2004 gminę zamieszkiwało 3935 osób.

## Struktura powierzchni
Według danych z roku 2002 gmina Dzierzążnia ma obszar 102,1 km², w tym:
- użytki rolne: 92%
- użytki leśne: 2%

Gmina stanowi 7,38% powierzchni powiatu.

## Demografia

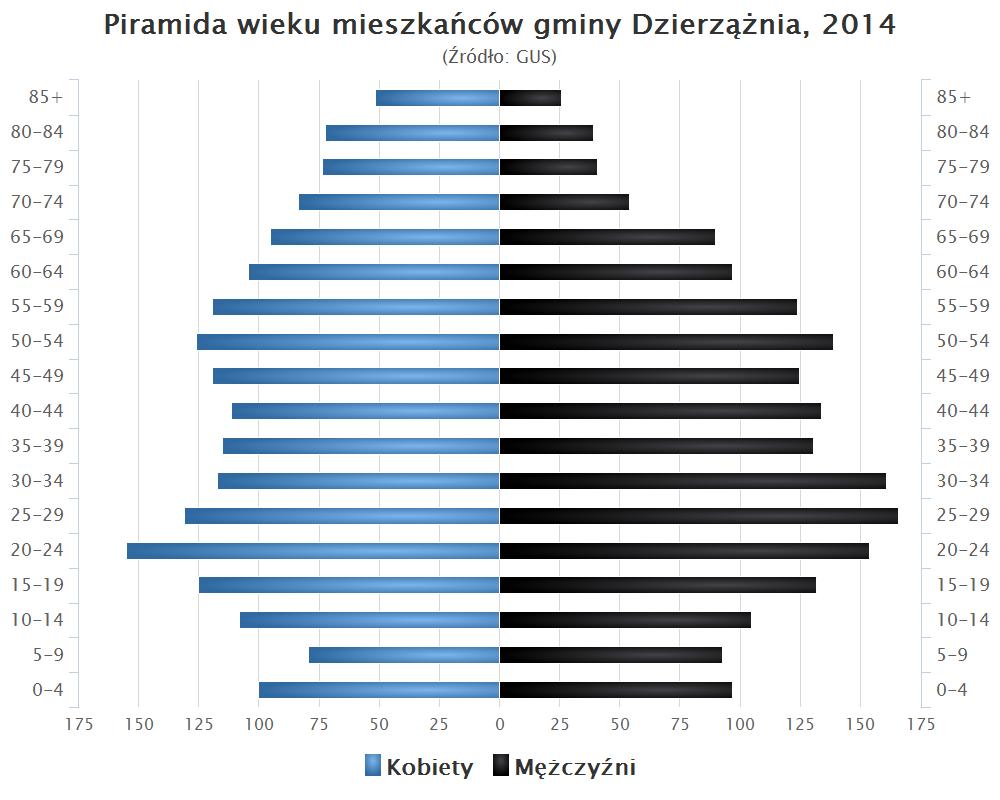
Piramida wieku mieszkańców gminy Dzierzążnia w 2014 roku

Dane z 30 czerwca 2004:
| Opis                              | Ogółem | Ogółem | Kobiety | Kobiety | Mężczyźni | Mężczyźni |
| --------------------------------- | ------ | ------ | ------- | ------- | --------- | --------- |
| jednostka                         | osób   | %      | osób    | %       | osób      | %         |
| populacja                         | 3935   | 100    | 1927    | 49      | 2008      | 51        |
| gęstość zaludnienia (mieszk./km²) | 38,5   | 38,5   | 18,9    | 18,9    | 19,7      | 19,7      |

## Miejscowości
Błomino-Gule, Błomino Gumowskie, Błomino-Jeże, Chrościn, Cumino, Dzierzążnia, Gumowo, Kadłubowo, Korytowo, Kucice, Niwa, Nowa Dzierzążnia, Nowe Gumino, Nowe Kucice, Nowe Sarnowo, (Pluskocin Skołatowo}, Podmarszczyn, Pomianowo, Przemkowo, Rakowo, Sadkowo, Sarnowo-Góry, Siekluki, Starczewo-Pobodze, Starczewo Wielkie, Stare Gumino, Wierzbica Pańska, Wierzbica Szlachecka, Wilamowice.
Wieś bez statusu sołectwa to Pomianowo-Dzierki.

## Organizacje
Od 2005 roku na terenie gminy Dzierzążnia działa Stowarzyszenie na Rzecz Gminy Dzierzążnia, a od 2012 roku Stowarzyszenie Amicus Gminy Dzierzążnia.

## Sąsiednie gminy
Baboszewo, Bulkowo, Naruszewo, Płońsk, Staroźreby